# Nissan Fuga
Nissan Fuga - повнорозмірний розкішний седан компанії Nissan. У жовтні 2004 року була запущена лінія повнорозмірних люксових автомобілів для внутрішнього ринку Японії. На зовнішніх ринках модель вийшла з-під бренду Nissan і перейшла в люксове відділення Infiniti та отримала ім'я Infiniti М35/М45. Вперше ж машина була показана як Fuga concept в 2003 році на Токійському автосалоні, це готувалася заміна для двох модельних лінійок Nissan Cedric і Nissan Gloria. А з припиненням виробництва Nissan Cima і Nissan President в 2010 році, Fuga стала флагманською моделлю Nissan. На отримання імені Фуга розробників надихнули музичні форми автомобіля. Fuga об'єднала чотири моделі з багатою історією - Cedric, Gloria, Cima і President.

## Перше покоління

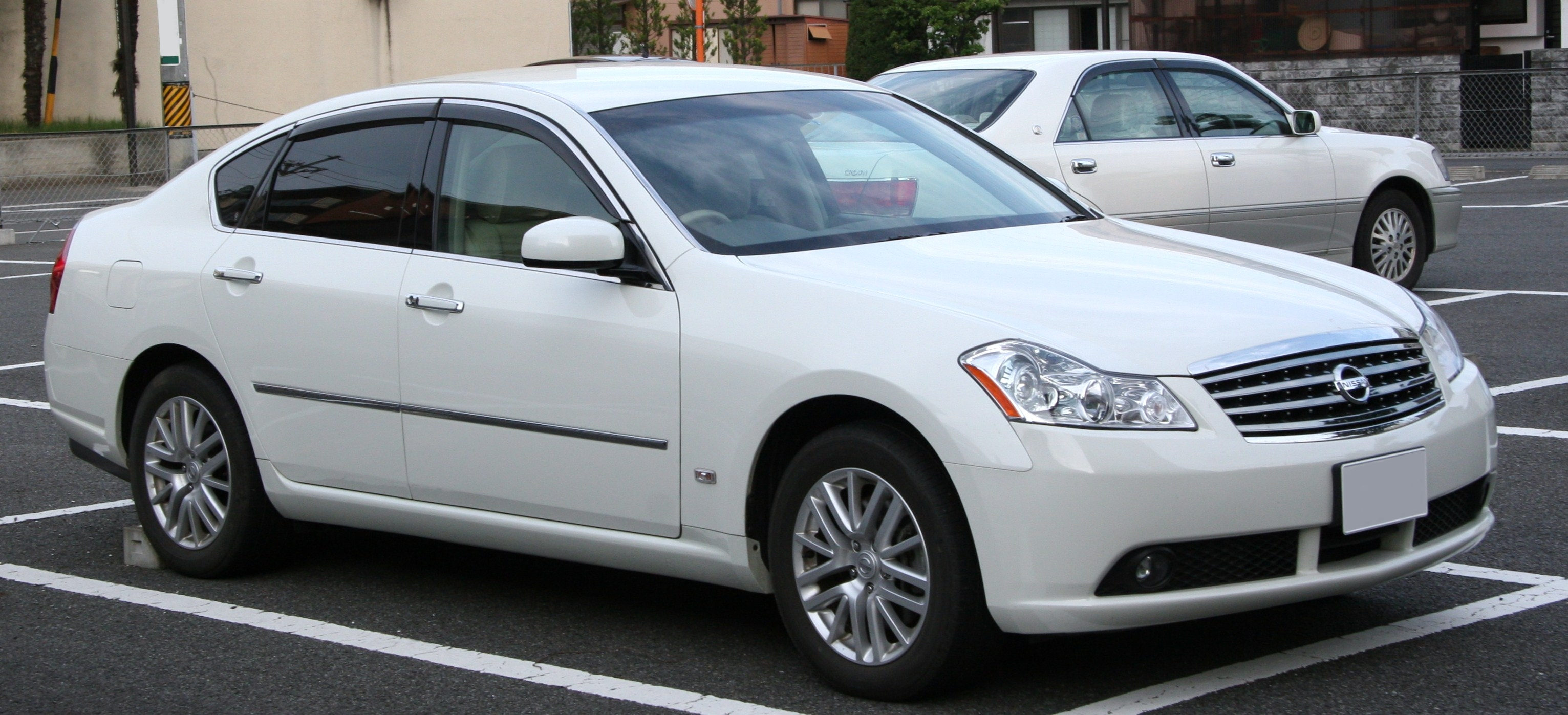
Nissan Fuga І (2004-2009)

Цей автомобіль прийшов на зміну модельного ряду машин класу LL - Cedric/Gloria, які випускалися компанією Ніссан протягом багатьох років. Але, судячи з усього, прийшов час повністю поміняти саму концепцію машини. Автомобіль Fuga дебютував восени 2004 року. Якщо говорити про походження назви машини, то слово «fuga» позначає в італійській мові вид музичного твору, а по-японськи означає елегантність, витонченість.
Хоча прийнято вважати, що цей новий модельний ряд - пряме продовження лінії Cedric/Gloria, за змістом це - дві абсолютно різні машини. Більш того, за своїми ходовим якостям він цілком готовий посперечатися з кращими європейськими автомобілями вищої категорії. Наприклад, задні колеса обладнані системою «active steer», тобто можуть повертатися навколо вертикальної осі. Адже таку підвіску не соромно запропонувати навіть для машини марки BMW. У конструкції автомобіля використовується платформа типу FM-L, яка для компанії стала головною після того, як була випробувана в модельному ряду Skyline. Але в той же час і підвіска, і амортизатори зазнали подальшого вдосконалення.
У новій моделі Fuga вирішено використовувати два різновиди двигуна серії VQ. Перш за все, це 6-циліндровий V-подібний двигун робочим об'ємом в 3,5 літра, і, крім того, такий же двигун, але в 2,5 літра. Обидва мотори - системи DOHC. У серпні 2005 року до них додався 8-циліндровий двигун з робочим об'ємом в 4,5 літра. На всіх машинах, незалежно від об'єму двигуна, коштує 5-ступінчаста автоматична коробка. Треба відзначити, що вона може працювати і в напівавтоматичному режимі зниження передач. Ще однією незаперечною перевагою автомобіля Fuga є просторість її салону. Пропонується безліч варіантів колірного оформлення салону, що теж важливо. Даний автомобіль належить до класу GT і комплектується 19-дюймовими колісними дисками.

### Двигуни
- 2.5 L V6 VQ25DE
- 2.5 L V6 VQ25HR
- 3.5 L V6 VQ35DE
- 3.5 L V6 VQ35HR
- 4.5 L V8 VK45DE

## Друге покоління

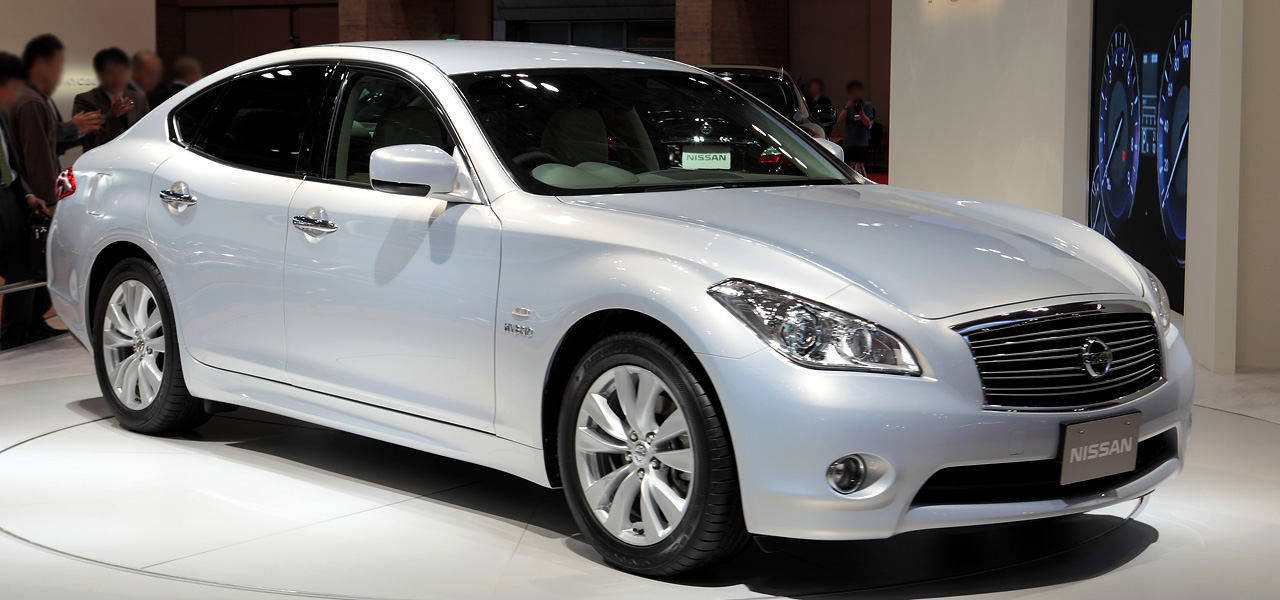
Nissan Fuga ІІ (з 2009)

У другому поколінні флагман модельного ряду седанів Nissan зазнав значних змін. Центр тяжкості цього задньопривідного автомобіля змістився назад, завдяки чому він став більш стійким. Вражає багатство оздоблення інтер'єру, зокрема дерев'яні панелі з срібним напиленням. Оновлена модель обладнана інноваційною системою кондиціонування повітря «Forest Air Conditioning», яка не тільки ефективно очищає повітря, але і насичує його тонким ароматом лісу. На Fuga ставиться двигун об'ємом 3,7 або 2,5 літра і 7-ступінчаста автоматична коробка передач, причому налаштування останньої автоматично регулюються силами особливого пристрою, який отримує від супутникового навігатора (опція) інформацію про наближення повороті або перехресті. Модифікація «370VIP» комплектується інтелектуальної педаллю газу ECO Pedal, що дозволяє в залежності від режиму знизити витрату палива на 5-10%.
Встановивши на седан топ-класу Nissan Fuga фірмову гібридну систему «Pure Drive Hybrid», отримали нову модель - Nissan Fuga Hybrid. Дана система включає в себе літій-іонний акумулятор (більш компактний і потужний в порівнянні з нікель-метал-гідридним) і 68-сильний електромотор. Ще одна особливість моделі - два зчеплення, так звана система «Intelligent Dual Clutch Control». Одне зчеплення забезпечує зв'язок бензинового двигуна з електромотором, а друге - електромотора з колесами. На автомобіль встановлюються 3,5-літровий бензиновий двигун VQ35HR і 7-ступінчаста трансмісія, а також рекуперативні гальма, що дозволяють зберігати і повторно використовувати енергію, яка утворюється при гальмуванні.

### Двигуни
- 2.5 L V6 VQ25HR
- 3.7 L V6 VQ37VHR
- 3.5 L V6 (Hybrid) VQ35HR